# Georges Bizet

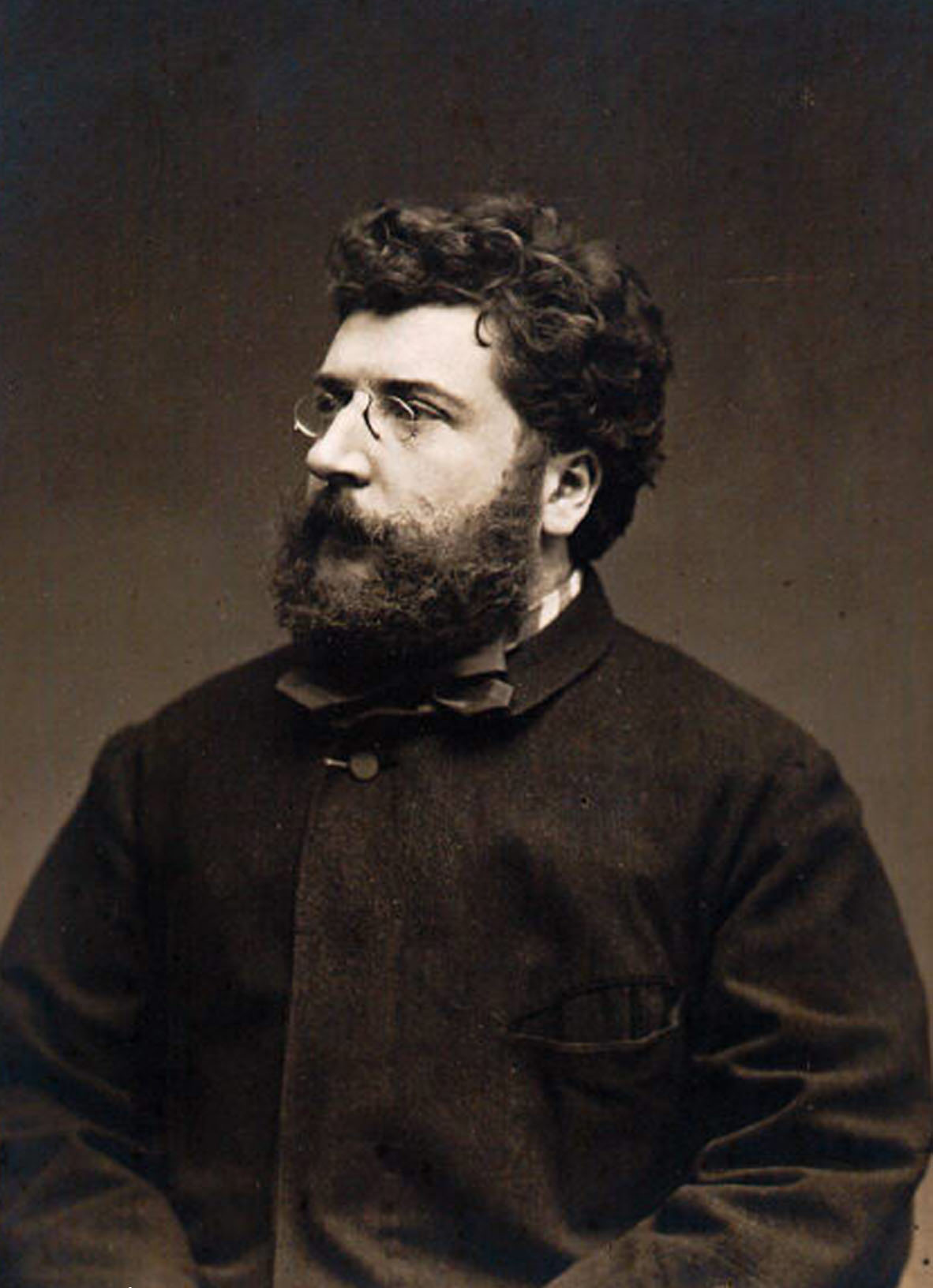
Georges Bizet kurz vor seinem Tod

Georges Bizet (* 25. Oktober 1838 in Paris als Alexandre-César-Léopold Bizet; † 3. Juni 1875 in Bougival, Département Yvelines bei Paris) war ein französischer Komponist der Romantik, dessen Oper Carmen zu einem der größten Erfolge der Operngeschichte wurde.

## Leben

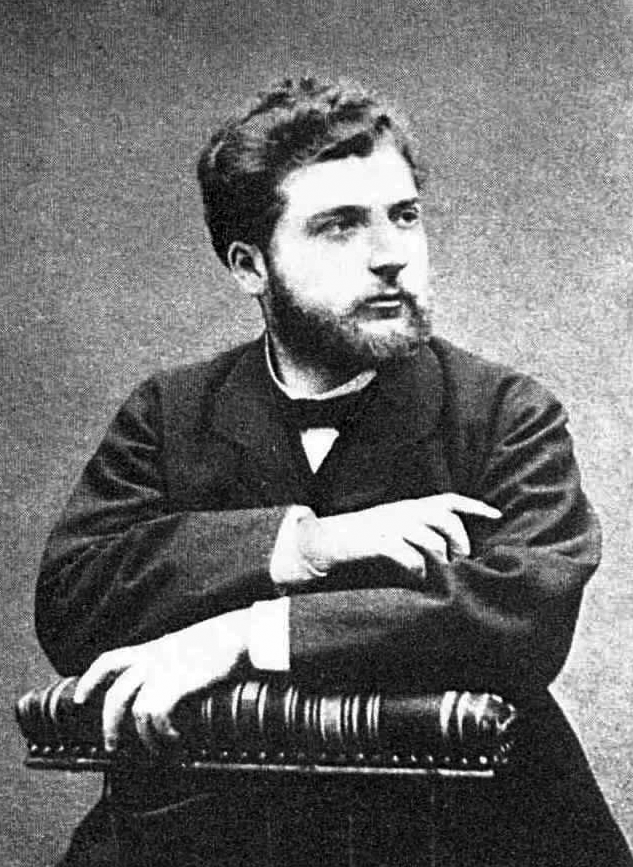
Georges Bizet im Jahr 1860

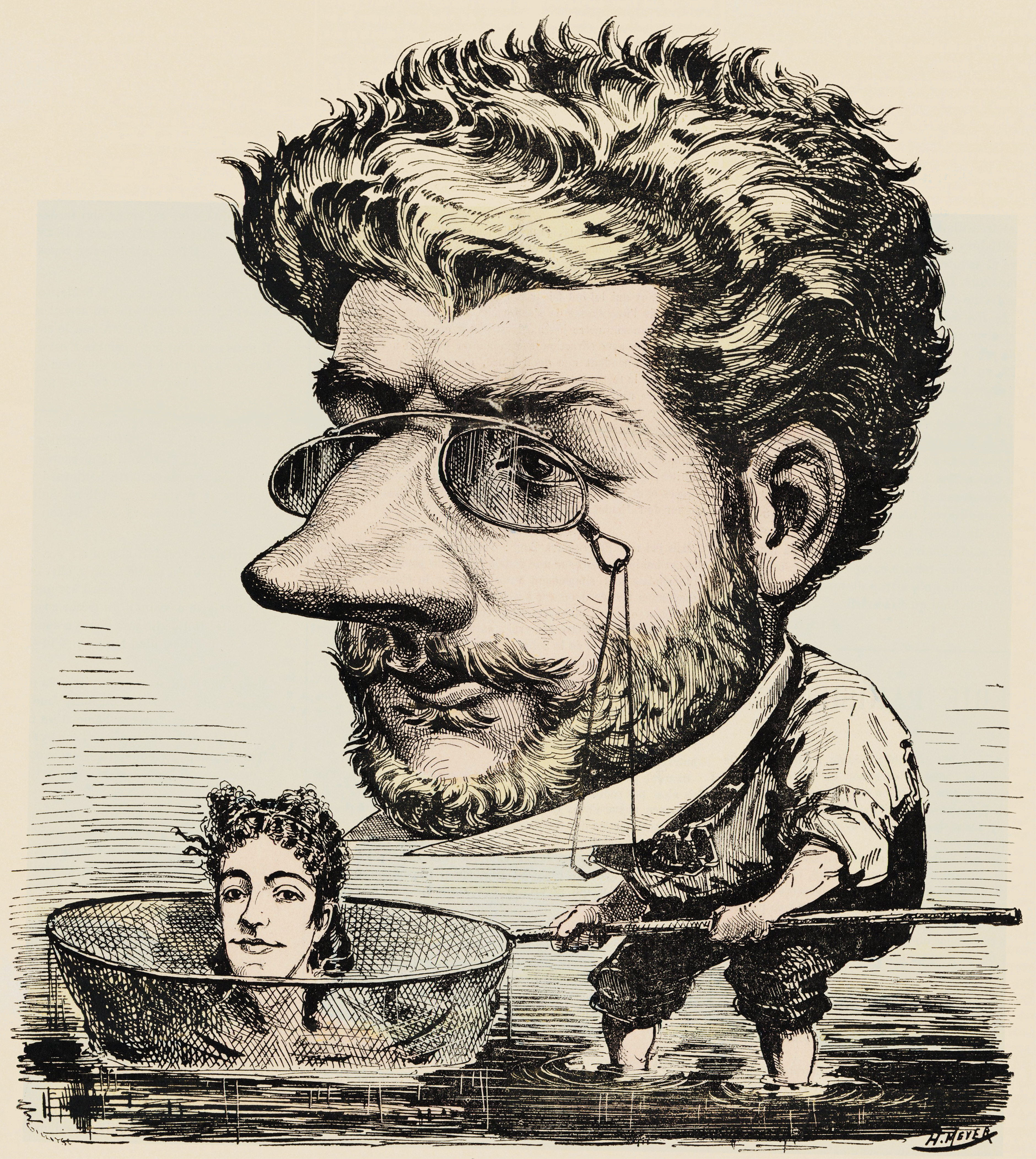
Karikatur von Bizet zur Entstehung der Oper La jolie fille de Perth, erschienen 1863 in der Zeitschrift Diogène

### Herkunft, Kindheit und Ausbildung
Bizet wurde in der Rue de la Tour d’Auvergne Nr. 28 im 9. Arrondissement von Paris geboren. Er war registriert unter dem Namen Alexandre César Léopold Bizet, wurde aber am 16. März 1840 auf den Namen Georges Bizet getauft. Sein Vater war ein Laiensänger und Komponist, seine Mutter war die Schwester des berühmten Gesangslehrers François Delsarte.
Zwei Wochen vor seinem 10. Geburtstag wurde Bizet 1848 Schüler des Pariser Konservatoriums. Seine erste Sinfonie, die Sinfonie in C-Dur, schrieb er November 1855, im Alter von 17 Jahren, offensichtlich als eine studentische Hausaufgabe. Sie war der Öffentlichkeit nicht bekannt, bis sie 1933 in den Archiven der Pariser Konservatoriumsbibliothek gefunden wurde, wo die Partitur von Reynaldo Hahn hinterlegt worden war, der sie wiederum von Bizets Witwe erhalten hatte. Von ihrer Erstaufführung am 26. Februar 1935 unter der Leitung von Felix Weingartner an wurde sie als ein frühes Meisterstück gefeiert und von vielen Orchestern ins Repertoire aufgenommen. Die Sinfonie weist eine erstaunliche Ähnlichkeit zur ersten Sinfonie von Charles Gounod auf, welche von Bizet für zwei Klaviere arrangiert wurde. Heutige Hörer mögen auch Parallelen zur Musik Franz Schuberts wahrnehmen können, der zur Zeit Bizets in Frankreich jedoch kaum bekannt war.
Im Konservatorium studierte Bizet bei Fromental Halévy, dessen Tochter Geneviève (1849–1926) er 1869 heiratete. Als Halévy 1862 starb, hinterließ er seine letzte Oper Noé als Fragment. Bizet vollendete sie, das Werk wurde jedoch erst 1885, zehn Jahre nach Bizets Tod, aufgeführt.

### Komponist
Im Jahr 1857 gewann er gemeinsam mit Charles Lecocq mit der Komposition der einaktigen Operette Le docteur Miracle einen Teil eines von Jacques Offenbach gestifteten Preises. Außerdem gewann er den Rompreis, die Voraussetzung für ein dreijähriges Stipendium in Rom. Dort entfaltete sich sein Talent in Werken wie der Opera buffa Don Procopio (1858–59). Er schrieb dort auch sein bedeutendes einziges liturgisches Werk, das Te Deum (1858), das er zur Prix Rodrigues competition einreichte, einem Wettbewerb unter Gewinnern des Rompreises. Bizet gewann den Preis nicht, sodass er mit den beiden Liedern Ave Maria und L’Esprit Saint nur noch zwei weitere kleine geistliche Stücke mit liturgischem Bezug komponierte und die Partitur des Te Deum bis 1971 unveröffentlicht blieb. Er unternahm 1859 zwei Versuche, eine andere Sinfonie zu schreiben, zerstörte die Manuskripte aber noch im Dezember des Jahres. Abgesehen von dem kurzen Abstecher nach Rom lebte Bizet sein ganzes Leben in der Gegend von Paris.
Seine Mutter starb kurze Zeit nachdem Bizet nach Paris zurückgekehrt war. 1863 komponierte er für das Théâtre-Lyrique die Oper Les pêcheurs de perles (Die Perlenfischer), der zunächst kein Erfolg beschieden war. Darauf folgte die Oper La jolie fille de Perth (1867 im Théâtre-Lyrique uraufgeführt), eine Sinfonie mit dem Namen Roma (1868) und Jeux d’enfants (Spiele für Kinder) für Klavier zu vier Händen (1871).
Die populäre L’Arlésienne war ursprünglich eine Gelegenheitskomposition für ein Theaterstück von Alphonse Daudet, das am 1. Oktober 1872 uraufgeführt wurde. Bizet schrieb daraus eine Suite, deren erste Aufführung am 10. November 1872 stattfand. Ernest Guiraud arrangierte später eine zweite Suite; beide Suiten sind geprägt von erheblichen Umarbeitungen des Originals. Bei Aufführungen und Aufnahmen der zweiten Suite wird Guirauds Beitrag meist nicht erwähnt.
Am 22. Mai 1872 wurde die einaktige Opéra comique Djamileh uraufgeführt, die oft als Vorläufer von Carmen gesehen wird. Die Ouvertüre Patrie, die in keinerlei Beziehung zu Victorien Sardous Schauspiel Patrie! steht, schrieb Bizet 1873.

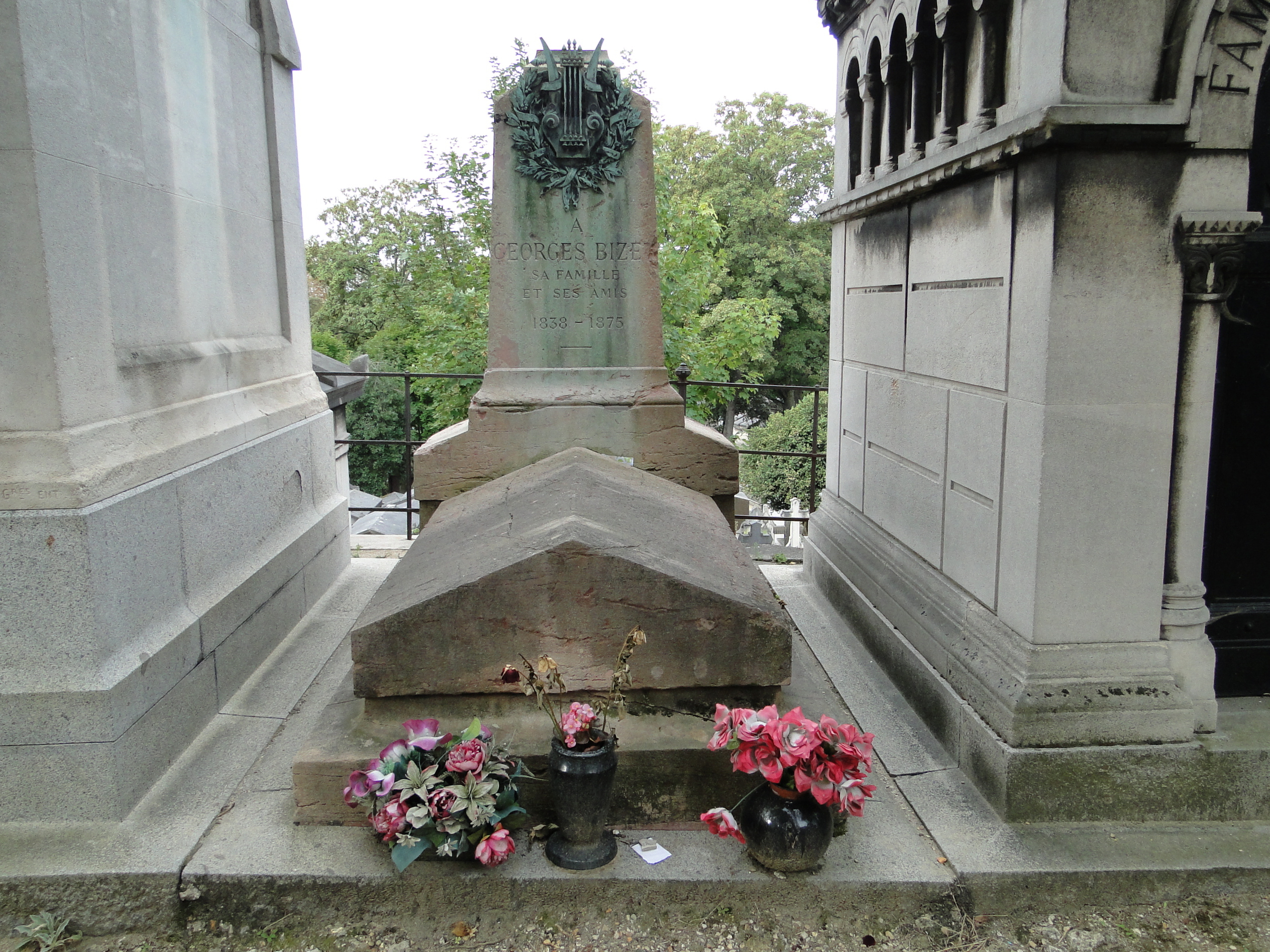
Bizets Grabstein ohne die 2006 gestohlene Büste von Paul Dubois auf dem Friedhof Père-Lachaise in Paris

Das wohl bekannteste Werk von Bizet, die Oper Carmen (1875), basiert auf der gleichnamigen Novelle von Prosper Mérimée aus dem Jahr 1846. Bizet komponierte die Hauptrolle für Mezzosopran. Carmen, zunächst vom Publikum nicht angenommen, erhielt Lob von berühmten Zeitgenossen wie Debussy, Nietzsche, Saint-Saëns und Tschaikowski. Brahms besuchte über zwanzig Aufführungen und sah sie als beste Oper an, die in Europa seit dem Deutsch-Französischen Krieg aufgeführt wurde. Die Ansichten der Komponisten erwiesen sich insofern als prophetisch, als Carmen seitdem eines der populärsten Werke der gesamten Opernliteratur ist. Mit Carmen hat Bizet der Opera comique eine neue Qualität gegeben, indem er die Synthese zwischen deren musikalischen Kleingliedrigkeit in der Form und der ausgeweiteten musikalischen Szenen der Oper des 19. Jahrhunderts herbeiführte. Wichtig für den weiteren Weg der französischen Musik war auch seine Neigung zu »exotischen« Sujets und musikalischen Reminiszenzen. Sein Hauptwerk, die von südlicher Leidenschaft erfüllte Oper Carmen wurde ihrer realistischen
Beschwingtheit und Formklarheit wegen von Nietzsche gegen Wagner ausgespielt.

### Pianist
Bizets Arbeit als Komponist lässt seine herausragenden pianistischen Fähigkeiten oft in den Hintergrund treten. Am 26. Mai 1861, beim Abendessen bei den Halévys, zu dem auch Franz Liszt anwesend war, spielte Bizet ein noch unveröffentlichtes kompliziertes Werk Liszts fehlerfrei vom Blatt. Liszt verkündete, dass Bizet einer der ausgezeichnetsten Pianisten in Europa sei.

### Früher Tod
Georges Bizet konnte den Erfolg von Carmen nicht mehr miterleben. Er starb im Alter von 36 Jahren an einem Herzanfall in Bougival, ungefähr 15 Kilometer westlich von Paris. Sein Tod fiel auf seinen sechsten Hochzeitstag, nur drei Monate nach der Uraufführung von Carmen. Er wurde auf dem Friedhof Père-Lachaise in Paris begraben. 1875 war Bizet noch zum Ritter der Ehrenlegion ernannt worden.
Seine Witwe Geneviève hatte später eine Liaison mit dem Pianisten Élie-Miriam Delaborde, der generell als illegitimer Sohn von Charles Valentin Alkan angesehen wird. Sie heiratete Émile Straus, einen Bankangestellten mit Beziehungen zur Rothschild-Familie, und wurde als Gastgeberin für Gesellschaften berühmt. Marcel Proust diente sie als Modell für die Duchesse de Guermantes in seinem Roman Auf der Suche nach der verlorenen Zeit. Der Sohn der Bizets, Jacques (1872–1922), war Schriftsteller und ein Schulfreund Prousts. Er erfuhr erst nach dem Tod seines Vaters, dass Jean Reiter, der Sohn der Haushälterin seines Großvaters Adolphe Bizet, in Wirklichkeit auch ein Sohn des Carmen-Komponisten  und damit sein Halbbruder war.

### Nachwirken

Bizet-Porträt von Giacomotti

Bizets Musik wurde im 20. Jahrhundert für mehrere wichtige Ballette benutzt. Rodion Konstantinowitsch Schtschedrin arrangierte 1967 die Carmen-Suite, die der Bolschoi-Ballerina Maja Plissezkaja in der Choreographie von Alberto Alonso eine Schlüsselrolle verschaffte. Im Westen wurde L’Arlésienne in der Choreographie Roland Petits häufig gespielt, und die von George Balanchine choreographierte Sinfonie in C wird als eines der erfolgreichsten Ballette im 20. Jahrhundert betrachtet. Uraufgeführt wurde es 1947 unter dem Titel Palais de Crystal in der Pariser Oper und ist seitdem im Repertoire des Pariser Opernballetts. Das Ballett hat keine Handlung, sondern orientiert sich allein an der Musik. Jeder Satz der Sinfonie wird von einem anderen Solisten oder Corps de ballet getanzt, die im Finale gemeinsam auftreten.
Der Asteroid (343134) Bizet wurde 2020 nach ihm benannt.
Der seit 2019 begangene Weltoperntag ist datiert auf seinen Geburtstag, den 25. Oktober.

## Werke
Bizets Werke wurden im Jahr 1948 im von Winton Dean veröffentlichten Verzeichnis der Werke von Georges Bizet nach Winton Dean (WD) katalogisiert.

### Dramatische Werke
- La maison du docteur, opéra comique, 1 Akt, (H. Boisseaux; ca. 1855 komponiert, nicht instrumentiert; zu Lebzeiten nicht aufgeführt), orchestriert von William Girard, Austin/Texas, 1989
- Le docteur Miracle, Operette, 1 Akt, (L. Battu & L. Halévy, nach R.B. Sheridan; 1856 komponiert; uraufgeführt in Paris, Bouffes-Parisiens, 9. April 1857)
- Don Procopio, opéra bouffe, 2 Akte, (C. Cambiaggio, nach L. Prividali; 1858–59 komponiert; uraufgeführt in Monte-Carlo, 10. März 1906, bearbeitete Fassung von Charles Malherbe)
- La guzla de l’émir, opéra comique, (J. Barbier & M. Carré ca. 1862 komponiert; nicht aufgeführt)
- Ivan IV, Oper, 5 Akte, (F.-H. Leroy & H. Trianon; ca. 1862–65 komponiert; Auszüge mit Klavierbegleitung uraufgeführt in Schloss Hohenmühringen 1946, vollständig und szenisch 1951 in Bordeaux)
- Les pêcheurs de perles, Oper, 3 Akte, (E. Cormon & M. Carré; 1863 komponiert; uraufgeführt in Paris, Théâtre-Lyrique, 30. September 1863)
- La jolie fille de Perth, Oper, 4 Akte, (J.-H. Vernoy de Saint-Georges & J. Adenis, nach W. Scott; 1866 komponiert; uraufgeführt in Paris, Théâtre-Lyrique, 26. Dezember 1867)
- Marlbrough s’en va-t-en guerre, Operette, 4 Akte, (P. Siraudin & W. Busnach; 1867 komponiert, 1. Akt vorhanden, die anderen verloren gegangen; uraufgeführt in Paris, Théâtre Athénée, 13. Dezember 1867) (Titel nach dem gleichnamigen Volkslied)
- La coupe du roi de Thulé, Oper, 3 Akte, (L. Gallet & E. Blau; 1868–69 komponiert, nach seinem Tod wurde dieses Werk von Winton Dean, 1978, verändert, so dass nur Fragmentereste vorhanden sind; uraufgeführt (Exzerpt) BBC Radio, 12. Juli 1955)
- Clarisse Harlowe, opéra comique, 3 Akte, (Gille & A. Jaime, nach S. Richardson; 1870–71 komponiert, unvollendet; unaufgeführt)
- Grisélidis, opéra comique, 1 Akt, (V. Sardou; 1870–71 komponiert, unvollendet; unaufgeführt)
- Djamileh, opéra comique, 1 Akt, (Gallet, nach A. de Musset; 1871 komponiert; uraufgeführt in Paris, Opéra-Comique (Favart), 22. Mai 1872)
- L’Arlésienne, Schauspielmusik, 3 Akte (A. Daudet; 1872 komponiert; uraufgeführt in Paris, Théâtre Vaudeville, 1. Oktober 1872)
- Don Rodrigue, Oper, 5 Akte, (Gallet & Blau, nach G. de Castro y Bellvis; 1872 komponiert, unvollendeter Entwurf; nicht aufgeführt)
- Carmen, Oper, 4 Akte, (H. Meilhac & L. Halévy, nach P. Mérimée; 1873–74 komponiert; uraufgeführt in Paris, Opéra-Comique (Favart), 3. März 1875)

### Lieder
(Textdichter/Jahr)

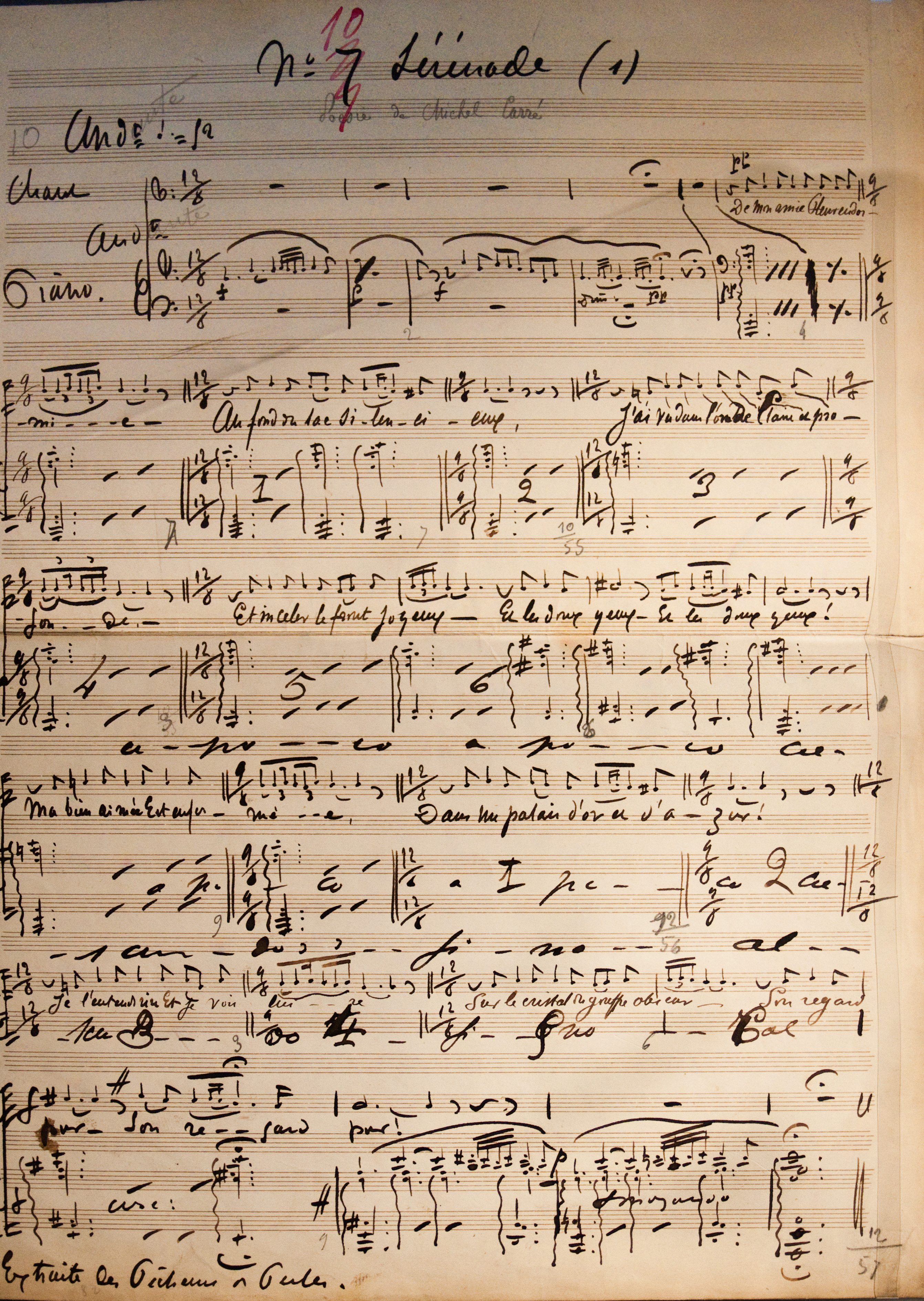
Manuskript der Sérénade (1874)

- L’âme triste est pareille au doux ciel (Lamartine)
- Petite Marguerite (Rolland 1854)
- La Rose et l’abeille (Rolland 1854)
- La Foi, l’Esperance et la Charité (de Lagrave 1854)
- Vieille chanson (Millevoye 1865)
- Adieux de l’hôtesse arabe (Hugo 1866)
- Apres l’Hiver (Hugo 1866)
- Douce mer (Lamartine 1866)
- Chanson d’avril (Bouilhet 1866)
- Feuilles d’album (1866): À une fleur (de Musset), Adieux à Suzon (de Musset), Sonnet (Ronsard), Guitare (Hugo), Rose d’amour (Millevoye), Le grillon (Lamartine)
- Pastorale (Regnard 1868)
- Rêve de la bien-aimée (de Courmont 1868)
- Ma vie a son secret, Félix Arvers, 1868[8]
- Berceuse (Desbordes-Valmore 1868)
- La chanson du fou (Hugo 1868)
- La coccinelle (Hugo 1868)
- La sirène (Mendès 1868)
- Le Doute (Ferrier 1868)
- L’Esprit Saint
- Absence (Gautier)
- Chant d’amour (Lamartine)
- Tarentelle (Pailleron)
- Vous ne priez pas (Delevigne)
- Le Colibri (Flan 1868)
- Sérénade: Oh, quand je dors (Hugo)
- Vœu (Hugo 1868)

- Voyage; Aubade; La Nuit; Conte; Aimons, rêvons!; La chanson de la rose; Le Gascon; N’oublions pas!; Si vous aimez!; Pastel; L’abandonnée (diese Lieder stammen aus nicht identifizierten unvollendeten dramatischen Werken)

### Werke für Soloklavier
- Nocturne in F-Dur
- Variation chromatiques de concert, orchestriert von Felix Weingartner 1933
- Caprice in cis-Moll
- Caprice in C-Dur
- Chasse Fantastique
- Romance sans paroles in C-Dur
- Thème brillant in C-Dur
- Valse in C-Dur
- Trois Esquisses Musicales
- Grande Valse de Concert in Es-Dur
- Marine
- Nocturne in D-Dur
- Chants du Rhin
- Four Préludes
- Jeux d’enfants, 12 Stücke für Klavier zu vier Händen
  - L’escarpolette (Rêverie), La Toupie (Impromptu), La Poupée (Berceuse), Les Chevaux de bois (Scherzo), Le volant (Fantaisie), Trompette et tambour (Marche), Les Bulles de Savon (Rondino), Les quatre coins (Esquisse), Colin-maillard (Nocturne), Saute-mouton (Caprice), Petit mari, petite femme (Duo), Le Bal (Galop)

### Andere Werke
- Ouvertüre in D-Dur
- Sinfonie in C-Dur, 1855
- Roma-Sinfonie in C-Dur, 1874
- Petite Suite, fünf Sätze orchestriert aus Jeux d’Enfants
- Overture Patrie
- Odensinfonie Vasco de Gama
- Te Deum, 1858

### Vollendung der Oper Noé
- Fromental Halévy – Noé, Oper, 3 Akt (Saint-Georges; 1858–62 komponiert und unvollendet zurückgelassen nach Halévys Tod; vervollständigt von Bizet; uraufgeführt in Karlsruhe, 5. April 1885)

## Bearbeitungen
2004 gelangte Georges Bizet in die deutschen, österreichischen und schweizerischen Popmusik-Charts, als Melendiz die Arie L’amour est un oiseau rebelle (die Habanera aus Carmen) für die Grundmelodie seines Top-20-Hits Fuck You All verwendete.
Bereits 1970 adaptierte die englische Rockgruppe Love Sculpture Bizets Farandole auf ihrem Album Forms and Feelings; wesentlich bekannter wurde allerdings ihre Fassung von Aram Chatschaturjans Säbeltanz auf demselben Album.